# Distretto di Hišig-Ôndôr
Il distretto di Hišig-Ôndôr è uno dei sedici distretti (sum) in cui è suddivisa la provincia di Bulgan, in Mongolia. Conta una popolazione di 3.171 abitanti (censimento 2009). 